# Craspedoma hespericum
Craspedoma hespericum là một loài ốc nhiệt đới có nắp, là động vật thân mềm chân bụng sống trên cạn thuộc họ Cyclophoridae. Đây là loài đặc hữu của Bồ Đào Nha.